# Euskadi ta Askatasuna
« ETA » redirige ici. Pour les autres significations, voir ETA (homonymie).
Euskadi ta Askatasuna (« Pays basque et liberté » en basque), plus connu sous son acronyme ETA, est une organisation basque indépendantiste d'inspiration marxiste-léniniste active du 31 juillet 1959 au 2 mai 2018. Plusieurs organisations ont porté ce nom depuis la création de la première ETA en raison de plusieurs scissions.
Fondée en 1959, l'organisation a évolué d'un groupe résistant au régime franquiste vers une organisation terroriste.
À partir de 1968, selon les chiffres officiels et les communiqués d'ETA, ETA a tué 829 personnes, fait des centaines de mutilés, commis des dizaines d'enlèvements et de nombreuses extorsions de fonds.
ETA est une partie du mouvement nationaliste basque dénonçant la répression et les crimes imputés au régime franquiste. Selon la fondation Euskal Memoria, depuis 1960, 494 personnes ont été tuées, 22 417 personnes ont été incarcérées dont 4 774, ont porté plainte pour avoir été torturées. Néanmoins, l'avènement de la démocratie en Espagne en 1977 ne fera pas baisser le nombre des attentats. Au contraire, le bilan de ceux-ci, les séquestrations d'entrepreneurs et de personnalités publiques augmenteront fortement les années suivantes.
Le groupe est proscrit comme organisation criminelle par les autorités espagnoles. Il est placé sur la liste officielle des organisations terroristes du Canada, des États-Unis, de la France et du Royaume-Uni et l'était jusqu'en 2009 sur celle de l'Union européenne, mais n'apparaît plus en 2010. En avril 2018, encore 281 prisonniers sont incarcérés dans des prisons en Espagne (228), en France (52) et au Portugal (1). Parmi eux, seulement[non neutre] 3 sont incarcérés au Pays basque.
La plupart des revendications d'ETA portent sur l'indépendance du Pays basque ou Euskal Herria et ce, dans un courant marxiste-léniniste. La devise d'ETA est « Bietan jarrai » et signifie « continuer dans les deux voies ». Elle se rapporte aux deux figures du symbole, un serpent (représentant la sagesse, et par extension la politique) enroulé autour d'une hache (représentant la force, et par extension la lutte armée),,.
Le 5 septembre 2010, l'ETA annonce un cessez-le-feu dans une vidéo remise à la chaine d'information anglaise BBC. Le 10 janvier 2011, ETA annonce un cessez-le-feu « permanent, général et vérifiable », ce qui correspond à l'appel dit « déclaration de Bruxelles », signée par différentes organisations internationales, et à l'« accord de Guernica », signé par les principales forces de la gauche abertzale, qui appelaient ETA à franchir ce pas. Dans ce communiqué, l'organisation se donne pour objectif d'obtenir la « fin de la confrontation armée » au Pays basque. Le 20 octobre 2011, l'organisation indépendantiste basque annonce « la fin définitive de son action armée ». Le 16 avril 2018, l'organisation écrit une lettre annonçant sa dissolution, et sa publication dans la presse internet espagnole le 2 mai 2018 signale la dissolution du groupe.

## Histoire

### Antécédents
Immédiatement après la guerre, des membres démobilisés d'Eusko Gudarostea furent formés militairement par les États-Unis pour maintenir l'ordre public dans le Pays basque dans le cas hypothétique d'un renversement de Franco par les alliés. Certains formeront par la suite les instructeurs de l'ETA.
Dans les années 1950, la dictature franquiste commence à obtenir une certaine reconnaissance internationale. Ainsi, le Parti nationaliste basque (PNV) est privé de son siège à Paris en 1951 et Franco signe un Concordat avec l'Église catholique en 1953, faisant échouer la stratégie occidentaliste et diplomatique développée par le PNV.
Pendant l'année universitaire 1951-1952, de jeunes intellectuels décident de fonder le groupe d'études sur le nationalisme basque Ekin (« entreprendre ») à Bilbao. Dans un premier temps, ce groupe organise des débats et des cours clandestins sur l'euskera et l'histoire. À partir de 1953, Ekin se rapproche des militants du mouvement EGI (Euzko Gaztedi Indarra), issu du Parti nationaliste basque (PNV). Les deux mouvements fusionnent en 1956 et rédigent une motion commune pour le premier Congrès mondial basque organisé à Paris la même année dans laquelle ils promeuvent un renouvellement générationnel au sein du PNV. Mais rapidement des désaccords éclatent entre les membres plus modérés d'EGI, défendant un nationalisme non violent proche de la démocratie chrétienne et atlantiste et les militants d'Ekin beaucoup plus radicaux. Fin 1958, ces derniers décident de créer une nouvelle organisation.

### Création et décennies de lutte armée

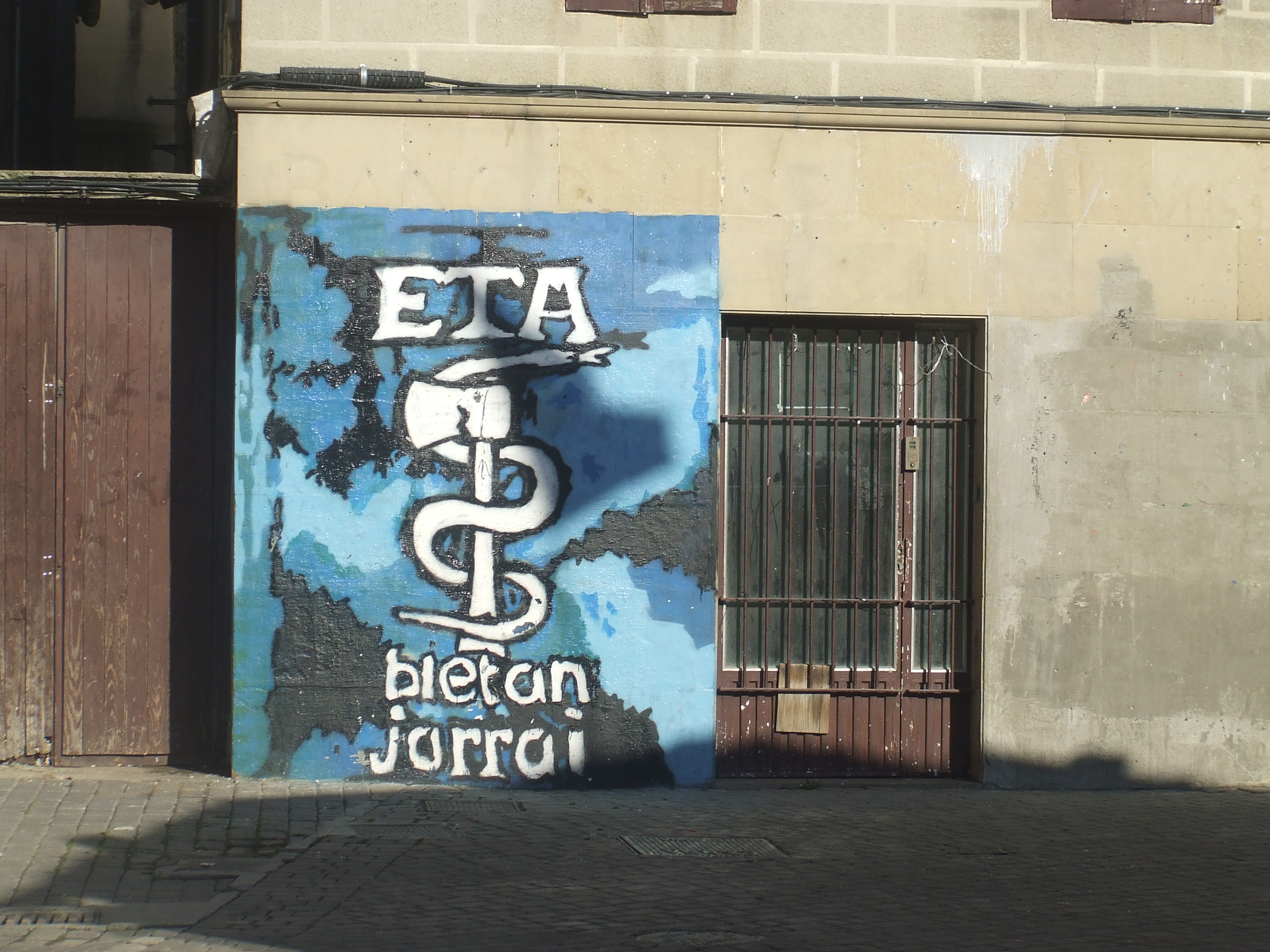
Logo d'ETA à Altsasu (création de Félix Likiniano).

Sa création remonte au 31 juillet 1959. Presque immédiatement, ses militants affirment leur volonté d'obtenir par « la lutte armée » l'indépendance du Pays basque. Des tracts sont distribués mais les militants veulent passer à l'action révolutionnaire. En décembre 1959, les premières charges explosives sont placées dans les commissariats de police et des casernes de la garde civile. Dans l'été 1960, plusieurs bombes éclatent dans les gares du Pays basque. Le premier mort est un bébé de 22 mois qui succombe de ses blessures à la suite de l'explosion d'une bombe dans la gare d'Amara de Saint-Sébastien. La responsabilité de l'attentat non revendiqué ne sera connue que plusieurs décennies après.
L'organisation jouit à ses débuts d'une grande popularité, en particulier dans les milieux de gauche, non seulement au Pays basque, mais aussi dans le reste de l'Espagne pour son opposition frontale au régime dictatorial du général Franco. Les Basques considéraient les etarras comme étant de vrais gudaris (défenseurs du gouvernement et du peuple basques pendant la guerre civile)[réf. nécessaire].
L'organisation bénéficie également à ses débuts du soutien du clergé basque. Nombre de militants du mouvement se réclament, en effet, de la doctrine sociale de l'Église. La date du 31 juillet 1959 n'a d'ailleurs pas été choisie au hasard : elle correspond tout à la fois à la date de fondation du PNV, mais aussi à celle de la mort d'Ignace de Loyola, une indication que l'organisation omettra une fois son virage vers le marxisme opéré. Elle bénéficiera également d'une grande partie des infrastructures du PNV et ce jusqu'en 1962-64, date de la rupture avec le vieux parti nationaliste.
En 1961, ETA attaque un convoi d'anciens soldats franquistes qui célébraient les vingt-cinq ans du début de la guerre civile espagnole.
En 1962 a lieu sa première assemblée, dans laquelle elle est définie comme une « organisation clandestine révolutionnaire ». Elle exige la reconnaissance du basque comme seule langue officielle. En 1964, sous l'influence des membres maoïstes, les militants adoptent les principes de la « guerre révolutionnaire ». L'ETA rompt tous ses liens avec le PNV qualifié de « bourgeois capitaliste ». Ce discours rejoint celui de l'agitateur politique et écrivain Federico Krutwig qui affirme la nécessité de lier la lutte nationaliste pour la libération du Pays basque et la lutte des classes en faveur du « prolétariat international ».
En 1965, commencent les attaques à main armée et l'encaissement de l'impôt révolutionnaire (extorsion de fonds auprès de certaines cibles : individus considérés comme ennemis, entreprises…).[réf. nécessaire]
Le 7 juin 1968, le policier José Pardines Arcay est abattu. L'auteur, chef de l'ETA, Txabi Etxebarrieta, est abattu par la police. Le 2 août, en représailles, le commissaire Melitón Manzanas est abattu par ETA. Pour la première fois, l'organisation fait la une des journaux.
En décembre 1970, le procès de Burgos où 16 indépendantistes sont jugés connaît un large écho international soulevant des mouvements de protestation dans plusieurs pays. L'attentat qui tue en 1973 Luis Carrero Blanco, chef du gouvernement et présenté comme le successeur probable de Franco, bénéficie de nombreux commentaires médiatiques.
Néanmoins, l'attentat de Madrid du 13 septembre 1974 qui occasionne la mort de 12 civils fait perdre au mouvement une partie de ses soutiens dans la presse.

### Divisions internes
À partir de 1974, l'accroissement des attentats aboutit à la scission d'ETA en deux branches. L'une est « ETA militaire » ou ETA(m), composée en grande partie d'exilés vivant au Pays basque français qui considèrent qu'ETA doit être une organisation armée, subordonnée à la direction idéologique de KAS. L'autre est « ETA politico-militaire » ou ETA(p-m), composée principalement de militants vivant au Pays basque espagnol et qui considèrent que la lutte politique et la lutte armée doivent être le fait d'une seule et même organisation. Différents groupuscules marxistes, tiers-mondistes, guévaristes ou autres s'affrontent au sein du mouvement.
En 1976, les « poli-milis » privilégient la voie politique, subordonnant la voie militaire à celle-ci, et participent à la création de la coalition nationaliste de gauche Euskadiko Ezkerra (« gauche basque »). En 1977, les commandos spéciaux (bereziak) d'ETA « politico-militaire » rejoignent ETA « militaire ».[réf. nécessaire]
Paradoxalement, l'avènement de la démocratie en Espagne en 1977 n'a pas pour conséquence de faire baisser le nombre des attentats. Au contraire, le bilan de ceux-ci et des séquestrations d'entrepreneurs et de personnalités publiques s'alourdit fortement. Ainsi, entre 1960 et 1975, le nombre des victimes de l'ETA est de 44 personnes. Il sera de 118 victimes en 1980, l'année la plus sanglante.
Cependant, ETA « militaire » (qui est désormais désignée simplement par « ETA », ETA « politico-militaire » s'étant dissoute) considéra comme traîtres ceux qui acceptaient de mettre fin à la lutte armée, et fit assassiner des membres d'ETA en exil qui rentraient au pays sous couvert de l'amnistie.
En 1995, ETA commença à cibler des élus basques, des intellectuels basques ou des policiers basques considérés comme « traîtres ». Une des actions les plus retentissantes de cette politique est l'assassinat d'un élu du Parti populaire, Miguel Angel Blanco en juillet 1997. Le sentiment de voir l'action d'ETA dégénérer en guerre civile, ainsi que la lassitude de la population devant la violence, érodent le support populaire à ETA.
En septembre 1998, ETA décide d'une trêve unilatérale. Devant l'échec des négociations avec le gouvernement espagnol, ETA rompt la trêve en novembre 1999. Les attentats recommencent.
À partir de 2002, année où est votée la Ley de partidos, le gouvernement central espagnol de José María Aznar, avec l'appui de l'opposition (PSOE), poursuit une série d'actions contre les organisations politiques et culturelles basques considérées comme étant liées ou soutenant l'action d'ETA : interdiction de partis politiques, d'associations, fermeture de journaux et de radios. Désormais, elles peuvent être condamnées par délit d’apologie du terrorisme ou être interdites de participation à certains scrutins.
En 2005, le Parti communiste des terres basques, assimilé par les autorités à une branche politique de l'ETA et interdit en conséquence, obtient plus de 12 % des voix aux élections parlementaires basques,.

### Manifestations
De nombreuses manifestations, pouvant rassembler des dizaines de milliers de sympathisants, visent à dénoncer les mesures d'exception contre les détenus et réclament un aménagement de peines,. Les plus massives se déroulent chaque année à Bilbao, rassemblant environ 100 000 personnes début janvier.

### Extinction de l'action d'ETA
Intransigeante sur la totalité des points négociés, ETA commet un nouvel attentat le 30 décembre 2006 dans l'aéroport madrilène de Barajas. Dans un communiqué adressé le lundi 4 juin 2007 aux quotidiens Berria et Gara, l’organisation basque ETA annonce la rupture définitive du cessez-le-feu permanent en vigueur à partir du 24 mars 2006.
Le 20 octobre 2011, l'ETA annonce l'arrêt définitif de ses activités armées.
Dans la nuit du 6 au 7 avril 2017 l'organisation séparatiste annonce son désarmement total. Le 8 avril la justice française met la main sur l'arsenal d'ETA (3,5 tonnes d'armes et explosifs) grâce à une liste de 8 planques fournies par l'organisation aux autorités. Ces planques sont situées dans le Sud-Ouest de la France, longtemps base arrière du groupe. Il ne reste qu'une vingtaine de membres dans le mouvement indépendantiste.
En février-mars 2018, à la suite d'un débat interne, la direction appelle ses membres à voter la dissolution de l'organisation indépendantiste. Cette dissolution est annoncée le 2 mai 2018 et voté à 93 % par ses membres le lendemain.
La sécularisation entre l’Église et le gouvernement basque demeure bien présent malgré la baisse de religieux dans le pays. En d’autres termes, dès 1980, le gouvernement s’est chargé d’informer l’Église sur le conflit et les démarches à suivre pour se diriger vers un « peace process ». Les procédés qu’utilisent les religieux demeurent subtiles, ce dont les partisans du mouvement terroriste préfèrent comparément aux rencontres avec l’État plus formelles. Tout d’abord, le travail de médiation exercé par l’Église se déroulait à l’égard des yeux des citoyens, c’est-à-dire que les négociations se déroulaient de manière informelle dans des lieux religieux. La confidentialité de ces communications fut la cause de l’efficacité du travail de paix. Le sentiment de nationalisme retrouvé au sein de ce mouvement rassemblait les gens autour de la religion, ce qui rendait les partisans du mouvement plus en confiance . D’une part, à l’échelle locale, les acteurs religieux sont considérés comme étant des observateurs, dans l’optique de confiner les pourparlers politique. Étant déconnecté des relations de pouvoir depuis la transition du régime vers une démocratie chrétienne , ces acteurs ont donc une neutralité objective dans le rôle de médiation. En d’autres termes, cela fait en sorte qu’ils n’ont pas de parti pris, leur travail d’activisme et de pacifisme s’expose à travers des dialogues interreligieux. D’autre part, à l’échelle transnationale, une forte publicisation du conflit s’exerce. Des représentants religieux comme Sant’Egidio mettent en lumière la nécessité de rallier une certaine action collective et gouvernementale pour venir en aide à la résolution du conflit et au processus de paix. Une résolution axée sur des communications de facilitation, s’imposant sur tous les niveaux hiérarchiques du Pays basque.[réf. nécessaire]  
À la suite du cessez-le-feu, le travail de médiation de l’Église n’était toujours pas terminé, même si la dissolution de l’ETA était proche. Lorsque le « negative peace » fut obtenu (le cessez-le-feu), il était question du « positive peace » . Cette paix positive consiste à amener un certain soutien aux membres qui ont été affectés par le mouvement, c’est-à-dire à toutes les violences engendrées au fil des années. Ce travail de médiation, n’étant plus axé sur le conflit en question, se transposa dans des pourparlers avec les réfugiés.  Il s’agit ici de conserver un certain lien entre l’Église, le gouvernement et les acteurs de l’ETA. Les discours de l’Église à ce moment étaient en faveur des deux camps, essayant de prôner une certaine impartialité entre les partis pris et de persuader les organisations vers un consensus de paix. Ces discours entrepris par le religieux visent toujours vers une réconciliation, appuyés de normes et de procédures institutionnelles. Cependant, malgré tous les efforts apportés en termes de médiation, les acteurs de l’ETA ne sont pas nécessairement en accord avec le processus de paix que l’Église entreprend puisqu’ils ont tendance à dépolitiser le conflit en raison des discours généralistes et non-contraignant entrepris. En d’autres termes, la publicisation du conflit ne reflète pas l’entièreté des atrocités engendrées en territoire basque, l’influence qu’elle exerce a tendance à minimiser l’enjeu.

## Influence actuelle sur la société basque
Malgré la dissolution officielle du groupe le 2 mai 2018, les actions du groupe terroriste basque continuent d’exercer une certaine influence dans la société basque. Celle-ci est visible autant en politique avec différentes actions à travers des partis politiques ou encore des manifestations, mais aussi culturelle grâce à l’héritage idéologique et mémoriel que l’organisation terroriste a laissé dans la région.[réf. nécessaire]
En effet, le devoir de mémoire des victimes constitue un enjeu important dans certaines provinces basques. Notamment en Navarre où une « journée en mémoire des déplacés forcés par l’ETA et de toutes ses victimes de crimes contre l’humanité » a été mise en place. L’objectif du gouvernement est d’empêcher un éventuel retour du groupe terroriste ou la création d’un nouveau groupe de la même nature.
Néanmoins, même si le groupe est désarmé et dissous, certaines revendications persistent, en particulier concernant le sort des prisonniers basques, c’est-à-dire les anciens combattants d’ETA. De nombreuses manifestations ont lieu aux Pays basques, espagnol comme français, comme le 9 décembre 2017 à Montparnasse. La revendication principale est de « Ramener les prisonniers basques à la maison », car ceux-ci sont incarcérés loin du Pays basque et de leur famille. Néanmoins d’autres mouvements souhaitent la libération des prisonniers, au cas par cas, et que ceux-ci s’engagent à ne plus commettre d’actes violents et ne propagent plus leur discours.

## Couverture médiatique
Au cours des dernières années, le Pays basque a été le théâtre d’opérations de plusieurs médias du mouvement Euskadi ta Askatasuna. Une couverture médiatique sert à traiter l’information sous plusieurs formes et canaux. Lors de l’analyse des articles, il est facile de constater que les principes de rationalité et de transparence sont utilisés. La majorité des écrits ont comme objet l’évolution temporelle des attentats commis. Dans cette optique, les journalistes ont privilégié une perspective mésosociale, qui se définit par la difficulté des auteurs à entrer dans l’organisation pour récolter les preuves et les conversations nécessaires à l’écriture de leurs articles. Les articles judiciaires peuvent être utilisés dans le but de compléter les zones d’ombres. Dans ce contexte, le but des journalistes à s’intéresser au groupe ETA est de créer du contenu pour comprendre la violence des militants et d’interpréter les stratégies militaires utilisées.
Les enjeux traités lors de la couverture médiatique du mouvement ETA ont été particulièrement orientés vers le politique. La littérature scientifique propose que les attentats du groupe, pour démontrer leurs convictions et les réponses du gouvernement, aient permis d’enrichir les connaissances des journalistes et de comprendre les motivations des deux camps. Forcé de constater que les articles sont en majorité basés sur des entrevues des membres de l’organisation. Une reconstruction des évènements principaux est pertinente pour mettre de l’avant les actions du groupe au sein du pays.
Dans la réalité des faits, la presse basque est grandement influencée par les partisans de Franco. Les législations ont servi à camoufler certains mouvements de l’organisation qui était profitable pour le gouvernement. Conséquemment, les médias internationaux ont aussi servi à démystifier le mouvement. De ce fait, des accusations au tribunal militaire ont mis de l’avant les raisons irréalistes d’un tel mouvement violent au sein du Pays basque. Un lien important entre le mouvement ETA et le communisme a été observé par les médias. Le contexte de cette crise ne fait pas l’unanimité surtout quant au retrait du statut de réfugiés du peuple basque, selon les médias espagnols. L’information a été vite contestée comme étant possiblement de la propagande.
Dans un autre ordre d’idée, la couverture médiatique a pu aussi mettre de l’avant la médiation faite entre le conflit et l’Église catholique. Les articles ont permis d’observer un vouloir d’atteindre la paix malgré la violence du groupe. Lors de la lecture du dossier d’enquête, trois évènements ont été particulièrement documentés, soit la violence des actions posées, la trêve du groupe de 2005 et l’arrêt définitif des attentats en 2011. Le but étant de montrer à l’international un autre côté du groupe ETA. L’implication religieuse apporte des éléments de crédibilité, ce qui a été grandement utilise quant à la confrontation des médias sur les actions du groupe. Il est aussi intéressant de faire le lien quant au pouvoir la religion et le groupe. Le politique, les médias et le groupe s’auto-influencent. Il est logique que selon la position des institutions sur le groupe et l’opinion populaire, les médias aillent interpréter les évènements de différentes manières.
Néanmoins, ETA utilise les médias afin de faire valoir leur cause à ce titre, le progrès de Burgos en décembre 1970 contre 16 membres du groupe accusés d’assassinat est exemplaire. Durant ce procès, de nombreux médias internationaux furent invités par le gouvernement de Franco afin de montrer la condamnation des membres d’ETA et ainsi servir d’exemple. L’effet ne fut pas celui voulu, car la médiatisation de ce procès permit l’internationalisation de la lutte des valeurs de l’organisation contre le régime dictatorial de Franco, ainsi qu’un élan de solidarité pour les militants. Cet évènement et la couverture médiatique dont il est à l’origine marquent un tournant dans la lutte du mouvement, qui dorénavant prouve un fort soutien à l’international (Alvarez, 2019).

## «Terrorisme anti-terroriste»
En 1982 sont créés les Groupes antiterroristes de libération (GAL) qui ont pour but d'éradiquer les militants (ou supposé tels) d'ETA. Les GAL sont auteurs de nombreux attentats et assassinats de 1983 à 1987 dont certains visaient à provoquer la terreur contre des civils. La justice espagnole a poursuivi plusieurs militaires de la garde civile ainsi que des responsables du gouvernement espagnol du Parti socialiste, le ministre de l'Intérieur José Barrionuevo et le directeur de la Sécurité de l'État Rafael Vera, pour leur participation aux activités violentes du GAL.

## Lutte anti-terroriste
Le 17 novembre 2008 à Cauterets, est arrêté Mikel Garikoitz Aspiazu Rubina, dit « Txeroki », considéré comme le chef militaire de l'organisation par le gouvernement espagnol.
Le 18 avril 2009 au soir est arrêté dans le village de Montauriol, Pyrénées-Orientales, Jurdan Martitegi, soupçonné d'être le principal dirigeant militaire de l'organisation séparatiste basque ETA et successeur de Mikel Garikoitz Aspiazu Rubina, dit « Txeroki ».
Le 4 juillet 2009, sont arrêtés Asier Borrero, Itziar Plaza et Iurgi Garitagoitia à Idron, près de Pau. Le 15 août, sont arrêtés Alberto Machain Beraza, Aitzol Etxaburu et Andoni Sarasola dans la station de montagne de Villarambert-le-Corbier, en Savoie. Le 19 octobre, Aitor Elizaran, considéré à Madrid comme le chef de l'appareil politique de l'ETA, et sa compagne Oihana Sanvicente à Carnac, en Bretagne. Le 28 février 2010, Ibon Gogeascoechea Arronategui, considéré comme le « numéro un », est arrêté en Normandie. Le 27 mai 2012, Oroitz Gurruchaga Gogorza, considéré comme le responsable de l'appareil militaire et du recrutement, et Xabier Aramburu, son adjoint, sont arrêtés à Cauna dans les Landes.

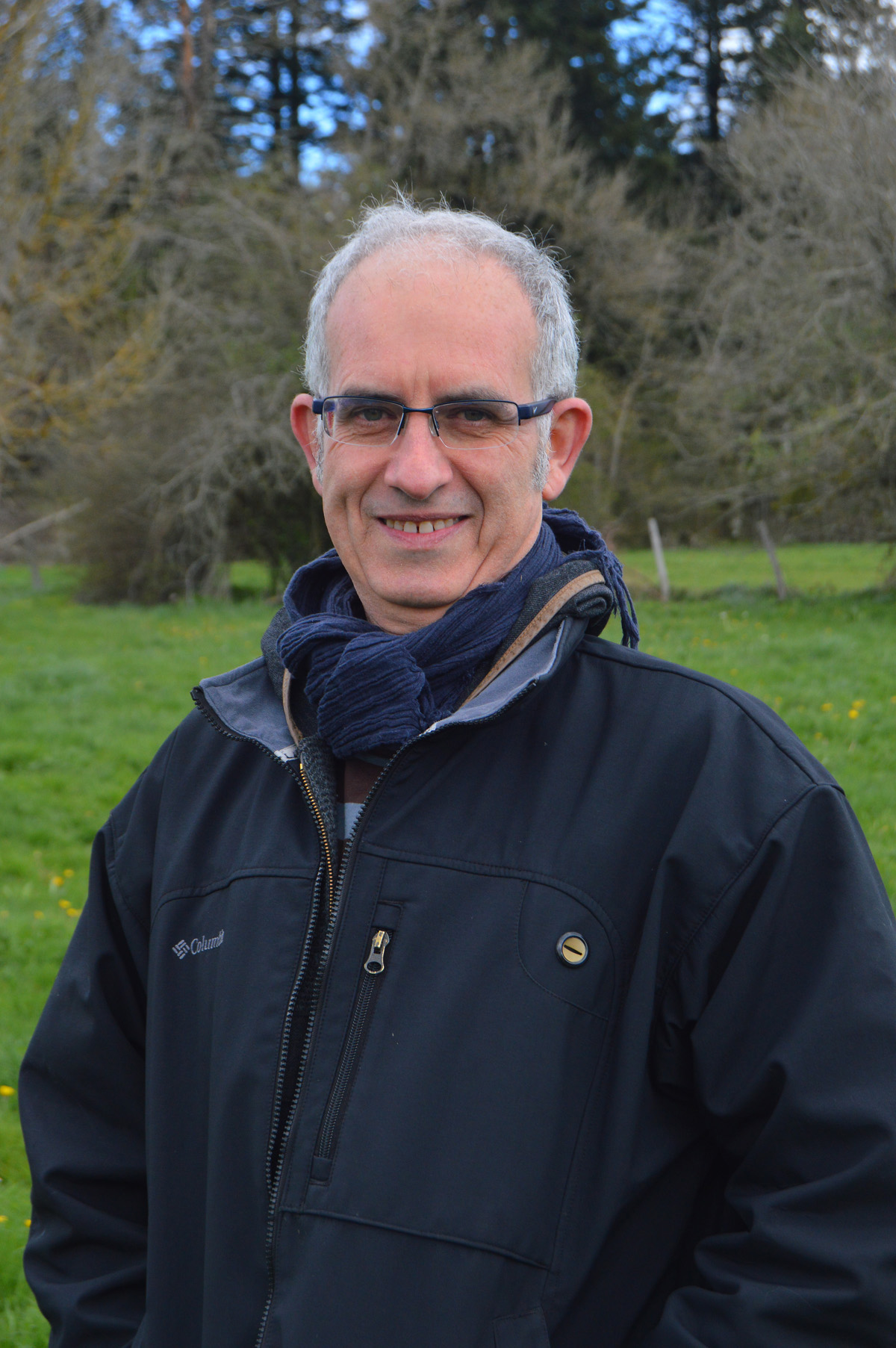
Mikel Albisu, alias Mikel Antza, leader de l'ETA de 1993 à 2004.

Le 9 novembre 2016, Mikel Irastorza, considéré comme l'un des principaux chefs de l'ETA, est mis en examen à Paris.
Les 16 et 17 décembre 2016, cinq personnes sont interpellées à Louhossoa pour leurs liens présumés avec l'ETA selon le ministère de l'Intérieur, alors que ces personnes, militantes reconnues de la société civile, et non-violentes, avaient annoncé vouloir favoriser le processus de paix en détruisant une partie de l'arsenal de l'ETA. Un cadreur et une journaliste étaient d'ailleurs là pour enregistrer les faits et ont aussi été arrêtés. Ces arrestations seront suivies à Bayonne d'une manifestation d'environ 4 000 personnes réclamant leur libération.

## Bilan humain
Si l'organisation a toujours été ultra minoritaire comptant entre 200 et 600 membres avec un maximum de 800 dans les années 1980, le bilan humain de 50 ans d'activisme armé est de 829 morts. De ce nombre, 486 étaient membres de l'armée ou de la police et 343 des civils. D'autres sources mentionnent 858 morts en tout.
| 1968 | 1969 | 1970 | 1971 | 1972 | 1973 | 1974 | 1975 | 1976 | 1977 | 1978 | 1979 | 1980 | 1981 | 1982 | 1983 | 1984 | 1985 | 1986 | 1987 | 1988 | 1989 |
| ---- | ---- | ---- | ---- | ---- | ---- | ---- | ---- | ---- | ---- | ---- | ---- | ---- | ---- | ---- | ---- | ---- | ---- | ---- | ---- | ---- | ---- |
| 2    | 1    | 0    | 0    | 1    | 6    | 19   | 16   | 17   | 10   | 66   | 76   | 92   | 30   | 37   | 32   | 32   | 37   | 43   | 52   | 21   | 19   |

| 1990 | 1991 | 1992 | 1993 | 1994 | 1995 | 1996 | 1997 | 1998 | 1999 | 2000 | 2001 | 2002 | 2003 | 2004 | 2005 | 2006 | 2007 | 2008 | 2009 | 2010 |
| ---- | ---- | ---- | ---- | ---- | ---- | ---- | ---- | ---- | ---- | ---- | ---- | ---- | ---- | ---- | ---- | ---- | ---- | ---- | ---- | ---- |
| 25   | 46   | 26   | 14   | 12   | 15   | 5    | 13   | 6    | 0    | 23   | 15   | 5    | 3    | 0    | 0    | 2    | 2    | 4    | 3    | 1    |

Ces morts sont répartis géographiquement : 551 au Pays basque, 123 à Madrid, 55 en Catalogne, 40 en Navarre, 57 dans les autres régions d’Espagne et 3 en France.
À ces nombres s'ajoutent ceux de 113 militants de l'ETA ayant trouvé la mort lors de heurts avec la police et les forces de sécurité ou lors de suicides en prison.

## Chronologie de quelques-unes des actions d'ETA
- 7 juin 1968 : premier assassinat reconnu. L'ETA tue Melitón Manzanas, chef de la police de Saint Sébastien et ancien collaborateur de la Gestapo pendant la Seconde Guerre mondiale[49].
- 20 décembre 1973 : assassinat de Luis Carrero Blanco. Une bombe explose sur le passage de la voiture de l'amiral Luis Carrero Blanco, qui est tué. Il présidait le gouvernement espagnol et était considéré comme l'un des successeurs potentiels du général Franco.
- 13 septembre 1974 : attentat à la bombe dans la cafétéria Rolando, très fréquentée par la police, à Madrid : douze personnes sont tuées.
- 4 octobre 1976 : assassinat de Juan María de Araluce Villar[50]
- 22 juin 1977 : assassinat de Javier Ybarra Bergé à Bilbao.
- Septembre 1985 : premier attentat à la voiture piégée à Madrid : seize policiers et un civil sont tués[51].
- 4 février 1986 : assassinat à Madrid du vice-amiral Cristóbal Colón de Carvajal y Gorosábel[52].
- 25 avril 1986 : un attentat à la voiture piégée à Madrid est imputé à l'ETA. Il fait 5 morts[52].
- 14 juillet 1986 : attentat à la voiture piégée à Madrid : douze gardes civils sont tués. Le chef du commando Madrid, Iñaki de Juana Chaos, est arrêté peu après.
- 21 juillet 1986 : attentat à la voiture piégée contre les locaux du ministère de la Défense à Madrid : 10 blessés[52].
- 19 juin 1987 : attentat de l'Hipercor à Barcelone. Une voiture piégée explose sur le parking du centre commercial, faisant 21 morts et 45 blessés. ETA avait averti par deux appels téléphoniques, deux heures avant l'explosion, de la présence d'une bombe, mais la police n'avait pas fait évacuer les lieux[53].
- 11 décembre 1987 : attentat à la voiture piégée près d'une caserne de la garde civile à Saragosse : 11 morts (dont 4 enfants).
- 29 mai 1991 : attentat de Vic : à proximité de la caserne de la Guardia Civil, à Vic, dans la province de Barcelone, une voiture piégée explose et fait 9 morts dont 5 enfants, et 44 blessés[54].
- 6 février 1992 :attentat à la voiture piégée à Madrid. La cible était un véhicule militaire transportant des membres de l'armée. Parmi les morts figuraient trois capitaines, un militaire au volant du véhicule et un civil travaillant pour les forces armées.
- 24 août 1994 : manifestations devant l'hôpital Filtro, à Montevideo (Uruguay), contre l'extradition de trois Basques accusés d'appartenir à l'ETA. La police tire à balles réelles, faisant au moins un mort et 31 blessés.
- 19 avril 1995 : attentat manqué contre le futur Premier ministre espagnol, José María Aznar.
- Août 1995 : la police déjoue un attentat en préparation contre le roi Juan Carlos Ier d’Espagne.
- 17 janvier 1996 - 1er juillet 1997 (532 jours) : enlèvement et torture du fonctionnaire José Antonio Ortega Lara[réf. nécessaire].
- 12 juillet 1997 : enlèvement et assassinat de Miguel Ángel Blanco, jeune conseiller municipal de la ville d'Ermua au Pays basque. Des millions de personnes manifestent contre ETA. En représailles, les autorités lancent un vaste plan d’arrestations. S'ensuit l'arrestation de Marxio Degousee, membre actif de l'organisation.
- 30 janvier 1998 : assassinat à Séville du conseiller municipal Alberto Jiménez Becerril et de son épouse, Ascensión García Ortiz.
- 21 janvier 2000 : attentat à la bombe contre l'officier de l'armée de terre Pedro Antonio Blanco García tué dans sa voiture piégée.
- 21 novembre 2000 : assassinat de l'ancien ministre socialiste, Ernest Lluch, tué dans le parking de son immeuble à Barcelone.
- 7 mars 2001 : un commando de huit personnes dérobe 1,6 tonne d'explosifs près de Grenoble[55].
- le 30 décembre 2006 : attentat de l'aéroport de Madrid. Une voiture piégée explose dans le parking du terminal 4 de l'aéroport de Madrid : 2 citoyens équatoriens sont tués et 19 personnes sont blessées.
- le 2 décembre 2007 : assassinat à l'arme à feu de deux policiers de la Garde civile à Capbreton ; un mort et l'autre grièvement blessé[56].
- le 3 décembre 2008 : assassinat à l'arme à feu, à Azpeitia, Guipúzcoa, d'Ignacio Uría Mendizábal, entrepreneur participant à la construction du train à haute vitesse basque.
- le 19 juin 2009 : assassinat à la voiture piégée à Arrigorriaga, près de Bilbao, en Biscaye, d'Eduardo Puelles García, inspecteur de la police nationale, spécialisé dans la lutte anti-terroriste[57].
- le 29 juillet 2009 : attentat de 2009 à Burgos. 65 personnes sont blessées.
- le 30 juillet 2009 : attentat à la voiture piégée à Palmanova dans la commune de Calvià à Majorque (Îles Baléares). Deux membres de la Garde civile sont tués, plusieurs autres sont blessés. Une autre bombe est désamorcée[58].
- le 16 mars 2010 : Jean-Serge Nérin, brigadier-chef de police, est tué lors d'une fusillade à Dammarie-les-Lys avec des membres de l'ETA[59].

## Rapport de 2015
Rejetant la théorie du conflit, un rapport de 2015, commandé par le gouvernement basque à des historiens liés à l'université du Pays basque et appartenant à l'institut Valentín de Foronda, estime en revanche qu'Euskadi n'a pas été victime d'un conflit avec l'État mais d'une tentative de l'ETA d'imposer un projet totalitaire, ce qui correspond dans les grandes lignes à la position de l'État espagnol[réf. nécessaire].

## Désarmement
Une opération policière du 16 décembre 2016 aboutit à l'arrestation de cinq personnes de la société civile du Pays basque nord (un syndicaliste, un agriculteur, un viticulteur et deux journalistes) chargées de rendre dix caisses d’armement aux autorités françaises, et fait apparaître des armes : une dizaine de pistolets-mitrailleurs Uzi, une dizaine de fusils d’assaut G3 (Hecler & Koch), une vingtaine de revolvers Smith & Wesson, des pistolets (Sig-Sauer, Star, Browning), des centaines de détonateurs, des dizaines de kilos d’explosifs, des cordons et des munitions. À la suite de cela, le processus de désarmement souhaite éviter la condamnation des individus impliqués,.
Le 8 avril 2017, l'ETA fournit aux autorités françaises, via des « artisans de la paix » de la société civile basque, la liste et les emplacements de ses 8 caches d'armes en France, en vue de son désarmement total,. Les caches sont fouillées par la police, sans violence ni résistance, qui y retrouve 3,5 tonnes d'armes, d'explosifs et de munitions. Le 25 avril 2018, quelques jours avant sa dissolution annoncée, l'ETA donne ses dernières armes à la police : une vingtaine d'armes de poing, plusieurs centaines de munitions 9 mm et 38 spécial, un cordeau détonateur de 20 mètres, et de nombreux détonateurs électroniques (ainsi que 200 fausses plaques d'immatriculation et du matériel pour voler une voiture) sont laissées dans quatre malles au sud de Bayonne, dans un endroit indiqué au procureur par un courriel anonyme.

## Filmographie
- Un film permettant d'avoir une vision « de l'intérieur » de la relation qu'ont les Basques avec leur histoire politique est La pelote basque, la peau contre la pierre (Julio Medem, 2003).
- Operación Ogro relate l'organisation et le succès de l'attentat contre l'amiral Luis Carrero Blanco.
- Le film de Miguel Courtois, El Lobo (2006), raconte l'histoire d'un Basque devenant agent des services secrets espagnols et s'infiltrant au cœur de l'organisation basque entre 1973 et 1975.
- ETA, une histoire basque, documentaire de 52 minutes diffusé sur France 5.
- Le film espagnol Cellule 211 (Celda 211) a aussi traité de l'emprisonnement de trois membres de ETA.
- La série espagnole Patria (2020) qui relate l'histoire de deux familles affectées par le terrorisme de l'ETA dans le pays basque espagnol.
- The Challenge ETA, documentaire de 8 épisodes par Hugo Stuven
- Le film espagnol Les Repentis (Maixabel), inspiré de l'histoire vraie de Maixabel Lasa et de sa rencontre avec les membres de l'ETA ayant tué Juan Maria Jauregui, son mari.